# Модель линейного города
Модель линейного города (модель Хотеллинга) — модель пространственной дифференциации рынка с монополистической конкуренцией, которая демонстрирует потребительские предпочтения в отношении конкретных марок товаров и их расположение, предложенная впервые Г. Хотеллингом в 1929 году.

## Вариант с нефиксированным местоположением

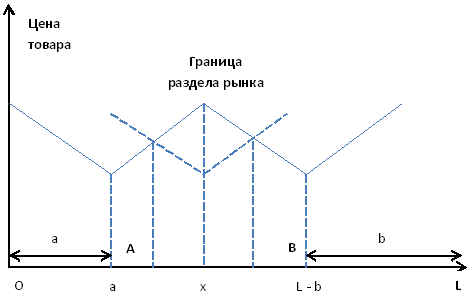
Модель Хотеллинга с нефиксированным местоположением

В 1929 году в статье «Стабильность в конкуренции» Г. Хотеллинг предложил модель размещения предприятий, взяв для упрощения две фирмы, расположенных на линии, представляющей равномерно распределенный потребительский рынок, где потребители также живут, на прямой линии длиной L (L>0).

### Допущения
Модель имеет ряд допущений:
- фирмы не выбирают цены, которые равны постоянным предельным издержкам и аналогичны в обеих компаниях
- фирма может менять своё расположение на прямой
- конечная цена товара для потребителя равна отпускной ценой фирмы плюс расходы на транспортировку товара (фиксированы на единицу расстояния)
- меняя положение на прямой, фирмы меняют объём реализации, то есть выручку и прибыль
- фирмы А и В в начальном моменте времени расположены произвольно на прямой.

### Ценовая игра
Цена товара для потребителя увеличивается пропорционально удалению от фирмы. Потребители покупают товар в фирме А, находясь ближе к ней. Когда цена потребителя при покупке в фирме А сравнивается с ценой потребителя при покупке в фирме В, то возникает безразличный потребитель (ему все равно, где покупать), а также граница раздела между фирмами всего рынка. В случае линейных транспортных издержек раздел между рынками будет проходить посередине отрезка АВ.
Такое положение не является равновесным, так как фирма А может переместиться прямо на границу раздела рынка и получить всю часть рынка слева плюс половину нового отрезка АВ. Аналогично поступит и фирма В. Перемещения завершаются только тогда, когда обе фирмы окажутся в середине рынка, где любое дальнейшее перемещение будет снижать прибыль фирмы. В таком случае обе фирмы будут размещены в одном месте — в середине отрезка. Производители стремятся производить свои товары как можно более одинаковыми, что и является принципом минимальной дифференциации (законом Хотеллинга). Размещение фирм в одном месте объясняет процесс агломерации и концентрации торговли.

## Вариант с фиксированным местоположением

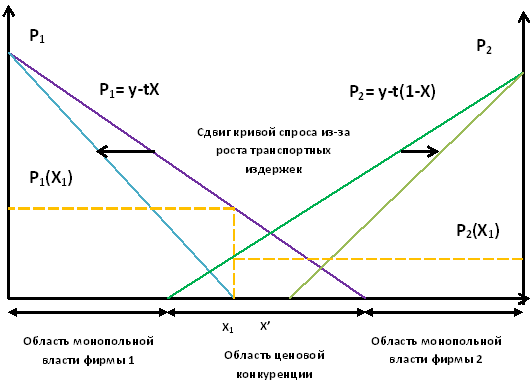
Модель Хотеллинга с фиксированным местоположением

Модель линейного города рассматривается как общая модель дифференциации продукта, допустив, что расстояние между продавцами отражает различие потребительских характеристик товаров двух производителей. Транспортные издержки рассматриваются как потери полезности потребителя предпочитающего первый товар, но вынужденного использовать второй (сумму скидки, необходимую для того, чтобы предпочитающий первый товар покупатель сделал выбор в пользу второго). Таким образом, транспортный тариф становится отражением степени приверженности марке, рост транспортного тарифа — роста приверженности марке. Модель Хотеллинга позволяет сделать вывод относительно влияния изменения приверженности марке на положение фирм-продавцов: рост приверженности марке снижает ценовую конкуренцию и укрепляет основы монопольной власти.

### Допущение
Модель имеет ряд допущений:
- покупатели расположены равномерно
- предпочтения покупателей идентичны
- максимальная готовность платить за товар составляет — y
- транспортные расходы на единицу товара составляют t для расстояния между двумя продавцами (равного 1)
- транспортные расходы включают в себя явные и неявные затраты.
- цена, которую может назначить первая фирма на товар, ограничена максимальной готовностью платить за товар — у, ставкой транспортных расходов t, ценовой конкуренции со стороны второй фирмы.

### Ценовая игра
Цена за товар зависит, с одной стороны, от максимальной готовности платить за товар, с другой стороны, от удаленности покупателя от продавца. Чем дальше покупатель расположен от продавца, тем ниже чистая цена, которую может получить продавец. Для первого продавца зависимость его чистой цены от местоположения покупателя описывается формулой:
{\displaystyle p_{1}=y-tx} и {\displaystyle p_{2}=y-t(1-x)},
где x — расположение покупателя, принадлежит интервалу [0; 1].
Удаленность снижает конкуренцию между фирмами, так как покупатель в точке {\displaystyle X_{1}} готов приобретать товар по цене {\displaystyle P_{1}(X_{1})} у первой фирмы и только по цене {\displaystyle P_{2}(X_{1})} у второй фирмы. Такая дифференциация продавцов создает область чистой монопольной власти, где покупатели не готовы приобретать товар у второго продавца. Если фирмы назначают равные цены {\displaystyle (y-0,5t)}, то они будут делить рынок пополам.
Повышение транспортных тарифов приведет к созданию зон монопольной власти фирм.
Достаточно существенный рост транспортных издержек приведет к возникновению зон, где потребители настолько удалены от продавцов, что фирмы не могут рассчитывать получить никакой цены, сделки происходить не будут.
Отсюда, главное следствие модели: с целью увеличения доходности фирм торговцам выгодно максимально затруднить перемещение покупателей настолько, насколько это возможно.

### Равновесие по Нэшу
Г. Хотеллинг получил формулу локального равновесия по Нэшу:
{\displaystyle p_{1}^{h}=L+(a-b)/3} и {\displaystyle p_{2}^{h}=L+(b-a)/3},
{\displaystyle q_{1}^{h}=0.5(L+(a-b)/3)} и {\displaystyle q_{2}^{h}=0.5(L-(a-b)/3)},
где a — расстояние расположения фирмы 1 от начала точки отсчета, b — расстояние расположения фирмы 2 от точки L, {\displaystyle p^{h}} — равновесный уровень цен фирмы 1 и 2, {\displaystyle q^{h}} — объём равновесного выпуска.
К. Д’Аспермонт, Ж. Я. Габжевич, Ж.-Ф.Тисс в 1979 году дополнили ограничением, существующего равновесия по Нэшу:
{\displaystyle (L+(a-b)/3)^{2}>=4/3L(a+2b)} и {\displaystyle (L+(b-a)/3)^{2}>=4/3L(b+2a)},
то есть равновесие можно достичь, если фирмы находятся не близко к друг к другу.
Когда фирмы расположены слишком близко друг к другу, но не в одной и той же точке, они начинают сбивать цены, снижая цены, не приводя к установлению равновесного состояния.

## Вариант с квадратичным ростом транспортных издержек
Проблема равновесия была решена работой К. Д’Аспермонт, Ж. Я. Габжевич, Ж.-Ф.Тисс, когда они предложили использовать вместо линейных квадратичные функции транспортных затрат, при которых ценовое равновесие всегда существует:
{\displaystyle p_{1}=y-tx^{2}} и {\displaystyle p_{2}=y-t(1-x)^{2}}.
Функция полезности потребителя, находящегося в точке х:
{\displaystyle U_{x}=-p_{A}-t(x-a)^{2}}, если он купит у фирмы A
{\displaystyle U_{x}=-p_{B}-t(x-(L-b)^{2})}, если он купит у фирмы B.

### Ценовая игра
Используя квадратичность функции транспортных издержек, рассмотрим двухпериодную игру, где в первом периоде решается размещение фирм, а во-втором установление цен.
Находим совершенное в подыграх равновесие (исход игры, при которой существует равновесие по Нэшу в каждой из подыгр исходной игры).
В первом периоде максимизируем функции прибыли фирм по а для фирмы А и по b для фирмы В, выполняя условие {\displaystyle \delta \pi _{A}/\delta a<0}, фирма A выбирает {\displaystyle a=0}, а фирма В выбирает расположение в точке L.
Использование квадратичных функций транспортных издержек приводят к тому, что фирмы выберут максимальную дифференциацию брендов, при которых прибыли растут с увеличением степени дифференциации.